# Miasamgeori (Metro de Seúl)
Miasageori es una estación de la Línea 4 del Metro de Seúl..
Se encuentra en Mia-dong, Gangbuk-gu, Seúl.

## Galería

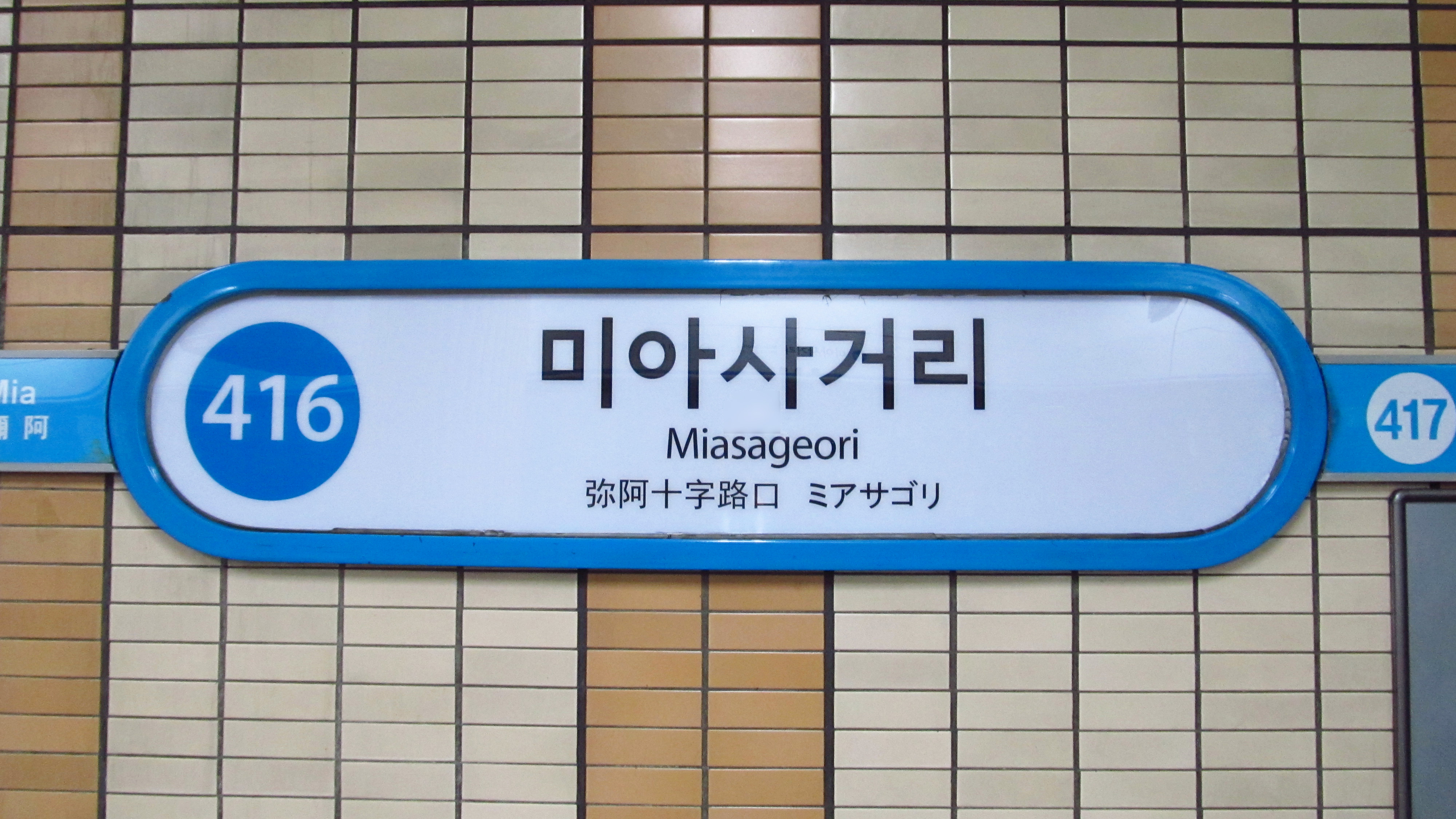

- Datos: Q490455
- Multimedia: Miasageori Station / Q490455